# (8522) 1992 ML
(8522) 1992 ML est un astéroïde de la ceinture principale découvert en 1992.

## Description
(8522) 1992 ML a été découvert le 25 juin 1992 à l'observatoire Palomar, situé au nord de San Diego en Californie, par Gregory J. Leonard.

### Caractéristiques orbitales
L'orbite de cet astéroïde est caractérisée par un demi-grand axe de 2,26 UA, un périhélie de 1,92 UA, une excentricité de 0,15 et une inclinaison de 1,82° par rapport à l'écliptique. Du fait de ces caractéristiques, à savoir un demi-grand axe compris entre 2 et 3,2 UA et un périhélie supérieur à 1,666 UA, il est classé, selon la JPL Small-Body Database, comme objet de la ceinture principale.

### Caractéristiques physiques
(8522) 1992 ML a une magnitude absolue (H) de 13,9 et un albédo estimé à 0,048.